# Emilie Linder

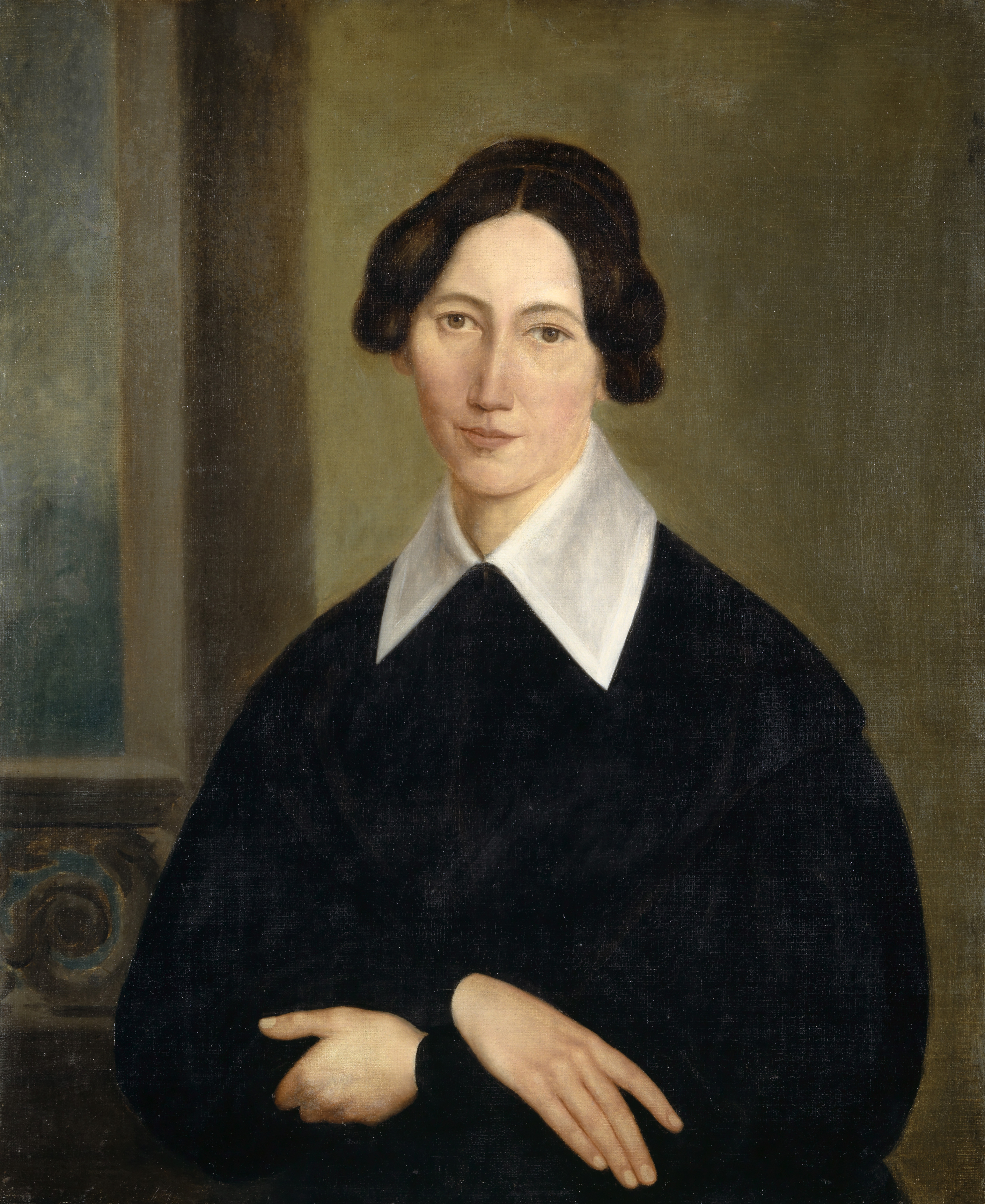
Emilie Linder, um 1855, gemalt von Rosalie Wieland-Rottmann

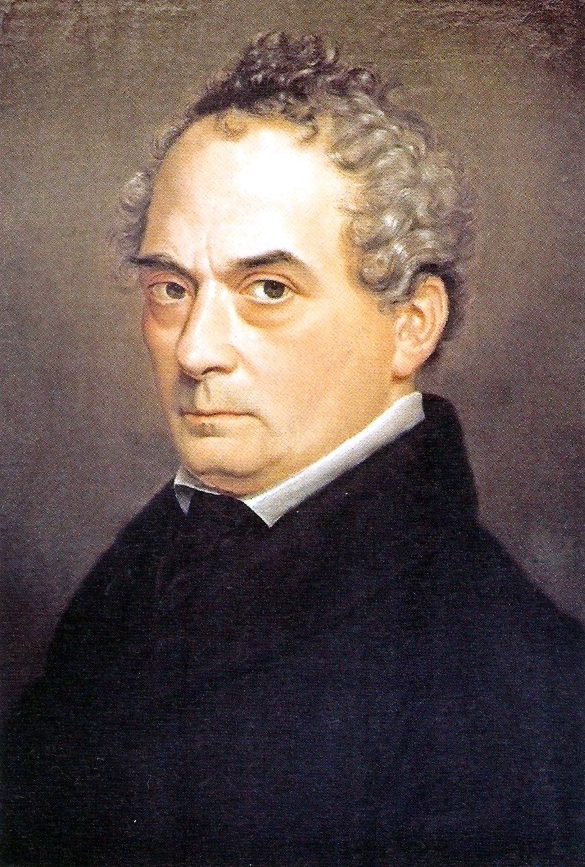
Clemens Brentano, gemalt von Emilie Linder

Emilie Linder (* 11. Oktober 1797 in Basel; † 12. Februar 1867 in München) war eine Schweizer Malerin und Mäzenin.

## Leben

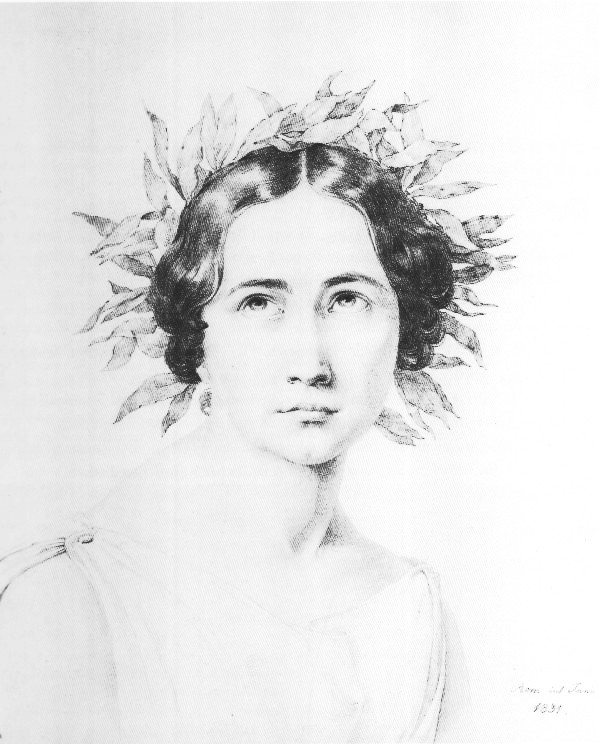
Emilie Linder, 1831

Emilie Linder stammte aus einer reichen Basler Kaufmannsfamilie. Sie wurde streng religiös erzogen und zeigte schon früh ein Talent für die Malerei. 1824 kam sie nach München, um bei Joseph Schlotthauer zu studieren. Im Haus des Arztes Johann Nepomuk von Ringseis lernte sie zahlreiche bedeutende Münchner kennen, insbesondere Peter von Cornelius, Heinrich Maria von Hess, Franz von Baader, Schelling, Gotthilf Heinrich von Schubert, Joseph Görres und Ernst von Lasaulx.
1825 reiste sie mit dem Ehepaar Schlotthauer nach Italien, wo sie bis 1831 blieb, unterbrochen von einem Aufenthalt in Basel 1828. In Rom befreundete sie sich insbesondere mit dem Maler Friedrich Overbeck.
1832 ließ sie sich dauerhaft in München nieder, wo sie weiterhin im Mittelpunkt des kulturellen Lebens war.
Franz von Baader widmete ihr 1831 seine „Vierzig Sätze aus einer religiösen Erotik“ und Ernst von Lasaulx 1860 seine „Philosophie der schönen Künste“. Clemens Brentano entwickelte 1833 eine heftige Neigung für die zwanzig Jahre jüngere Malerin, die er „Prüdchen“ nannte, was ihn aber nicht hinderte, sie zum Gegenstand zwischen sinnlichem Drängen und religiöser Inbrunst schnell wechselnder Gedichte zu machen.
1834/35 scheint es zwischen Görres und Linder auf der einen und Brentano auf der anderen Seite zu einer Misshelligkeit wegen Brentanos Schwester Bettina von Arnims Buch „Goethes Briefwechsel mit einem Kinde“ gekommen zu sein, das Görres und Linder als anstößig empfanden.
Auf diese Auseinandersetzung bezieht sich Brentanos Gedicht „Heidnische Antwort auf ein †“, ein fingierter Brief von Brentanos Schwester an Linder.
1843 trat Emilie Linder zum katholischen Glauben über.
Ihre Bilder behandelten praktisch ausschließlich religiöse Themen. Meist verschenkte sie diese an arme Gemeinden. Auch sonst wirkte sie als Mäzenin und Wohltäterin. 1860 gehörte sie den Gründungsmitgliedern des Vereins für christliche Kunst in München. Bei ihrem Tod vermachte sie die von ihr gesammelte Kunst an ihre Heimatstadt Basel. Auch die Diözese Basel erhielt 200.000 Franc aus dem Erbe.
Emilie Linder starb im Februar 1867 im Alter von 69 Jahren.